# François Chatriot
François Chatriot (Compiègne, 1 mei 1952) is een Frans voormalig rallyrijder.

## Carrière
François Chatriot maakte in 1973 zijn debuut in de rallysport, echter zijn carrière maakte pas in de jaren tachtig grote sprongen. In het Groep B tijdperk was hij actief als semi-fabrieksrijder voor Renault, achter het stuur van de Renault 5 Turbo en de latere R5 Maxi Turbo, waarmee hij in Corsica 1986 een tweede plaats behaalde, een toenmalige ronde van het wereldkampioenschap rally. Onder Groep A reglementen reed hij in het seizoen 1987 een programma voor de fabrieksinschrijving van Renault als teamgenoot van Jean Ragnotti in de Renault 11 Turbo, waarmee hij enkele top tien resultaten op naam schreef. Toen Renault na afloop van het jaar deze activiteiten tot een eind brachten, reed Chatriot vanaf 1988 in een BMW M3 die geprepareerd werd door Prodrive. Met deze auto werd hij in 1989 en 1990 Frans rallykampioen, en behaalde in deze beide jaren tevens een podium resultaat in de Franse WK-ronde op Corsica. Zijn relatie met Prodrive bracht hem voor het seizoen 1991 nog een plaats bij Subaru, waar het team van David Richards nu de preparatie voor deed. Dit liep niet uit tot een succesverhaal, en in het daaropvolgende seizoen kwam Chatriot uit voor een andere nieuwkomer in de vorm van Nissan, die met de compacte Nissan Sunny GTI-R na jaren weer een terugkeer maakte in het kampioenschap. Chatriot maakte twee optredens voor het team in het WK, waarin hij in beide gevallen een top tien finish wist af te dwingen. De auto was desondanks niet competitief en het project werd na afloop van het seizoen door Nissan alweer stopgezet.
Chatriot behaalde nog een derde plaats in Corsica in 1993, waar hij deelnam als gastrijder voor het Toyota fabrieksteam. Daarna werd hij betrokken bij de rallyactiviteiten van Peugeot, in die periode actief met de Peugeot 306 Maxi, waarmee hij zelf voornamelijk nog in Frankrijk rondreed. In het seizoen 1996 reed hij nog twee WK-rally's, Monte Carlo en Corsica; evenementen die dat jaar beide buiten het officiële rijders- en constructeurskampioenschap vielen. Buiten de rallypaden om is Chatriot ook actief geweest op het circuit, onder meer in de 24 uur van Spa-Francorchamps. In recente jaren is hij een represent geweest van de sportieve afdeling van Peugeot en Citroën.

## Complete resultaten in het wereldkampioenschap rally

### Overzicht van deelnames
| Seizoen | Inschrijving                  | Auto                    | 1      | 2      | 3     | 4     | 5      | 6     | 7   | 8   | 9   | 10     | 11  | 12     | 13  | 14  | Pos. | Punten |
| ------- | ----------------------------- | ----------------------- | ------ | ------ | ----- | ----- | ------ | ----- | --- | --- | --- | ------ | --- | ------ | --- | --- | ---- | ------ |
| 1981    | François Chatriot             | Volkswagen Golf GTI     | MON 20 | ZWE    | POR   | KEN   | FRA    | GRI   | ARG | BRA | FIN | ITA    | IVK | GBR    |     |     | -    | 0      |
| 1982    | François Chatriot             | Renault 5 Turbo         | MON    | ZWE    | POR   | KEN   | FRA NF | GRI   | NZL | BRA | FIN | ITA    | IVK | GBR    |     |     | -    | 0      |
| 1983    | François Chatriot             | Renault 5 Turbo         | MON    | ZWE    | POR   | KEN   | FRA NF | GRI   | NZL | ARG | FIN | ITA    | IVK | GBR    |     |     | -    | 0      |
| 1984    | François Chatriot             | Renault 5 Turbo         | MON NF | ZWE    | POR   | KEN   |        |       |     |     |     |        |     |        |     |     | 46   | 3      |
| 1984    | Société Diac                  | Renault 5 Turbo         |        |        |       |       | FRA 8  | GRI   | NZL | ARG | FIN | ITA    | IVK | GBR    |     |     | 46   | 3      |
| 1985    | Société Diac                  | Renault 5 Maxi Turbo    | MON    | ZWE    | POR   | KEN   | FRA NF | GRI   | NZL | ARG | FIN | ITA    | IVK | GBR    |     |     | -    | 0      |
| 1986    | Société Diac                  | Renault 5 Maxi Turbo    | MON    | ZWE    | POR   | KEN   | FRA 2  | GRI   | NZL | ARG | FIN | IVK    | ITA | GBR    | VST |     | 17   | 15     |
| 1987    | Philips Renault Elf           | Renault 11 Turbo        | MON 10 | ZWE    |       |       | FRA 5  |       |     |     |     |        |     |        |     |     | 13   | 22     |
| 1987    | Renault Sport Elf             | Renault 11 Turbo        |        |        | POR 5 | KEN   |        | GRI 8 | VST | NZL | ARG | FIN    | IVK | ITA 11 | GBR |     | 13   | 22     |
| 1988    | Bastos Motul BMW              | BMW M3                  | MON    | ZWE    | POR   | KEN   | FRA 4  | GRI   | VST | NZL | ARG | FIN    | IVK | ITA    | GBR |     | 32   | 10     |
| 1989    | Bastos Motul BMW              | BMW M3                  | ZWE    | MON    | POR   | KEN   | FRA 2  | GRI   | NZL | ARG | FIN | AUS    | ITA | IVK    | GBR |     | 21   | 15     |
| 1990    | Bastos Motul BMW              | BMW M3                  | MON    | POR    | KEN   | FRA 3 | GRI    | NZL   | ARG | FIN | AUS |        |     |        |     |     | 17   | 12     |
| 1990    | Subaru Technica International | Subaru Legacy RS        |        |        |       |       |        |       |     |     |     | ITA NF | IVK | GBR    |     |     | 17   | 12     |
| 1991    | Subaru Rally Team Europe      | Subaru Legacy RS        | MON    | ZWE 19 | POR 6 | KEN   | FRA 9  | GRI   | NZL | ARG | FIN | AUS    | ITA | IVK    | SPA | GBR | 34   | 8      |
| 1992    | Nissan Motorsports Europe     | Nissan Sunny GTI-R      | MON 7  | ZWE    | POR 6 | KEN   | FRA    | GRI   | NZL | ARG | FIN | AUS    | ITA | SPA    | IVK | GBR | 27   | 10     |
| 1993    | Toyota Castrol Team           | Toyota Celica Turbo 4WD | MON    | ZWE    | POR   | KEN   | FRA 3  | GRI   | ARG | NZL | FIN | AUS    | ITA | SPA    | GBR |     | 20   | 12     |
| 1996*   | Peugeot Sport                 | Peugeot 306 Maxi        | MON NF | ZWE    | POR   | KEN   | IDN    | FRA 6 | GRI | NZL | ARG | FIN    | AUS | ITA    | SPA | GBR | -    | -      |

* Nam enkel deel aan rondes die buiten het rijders- en constructeurskampioenschap vielen.